# Tempeh

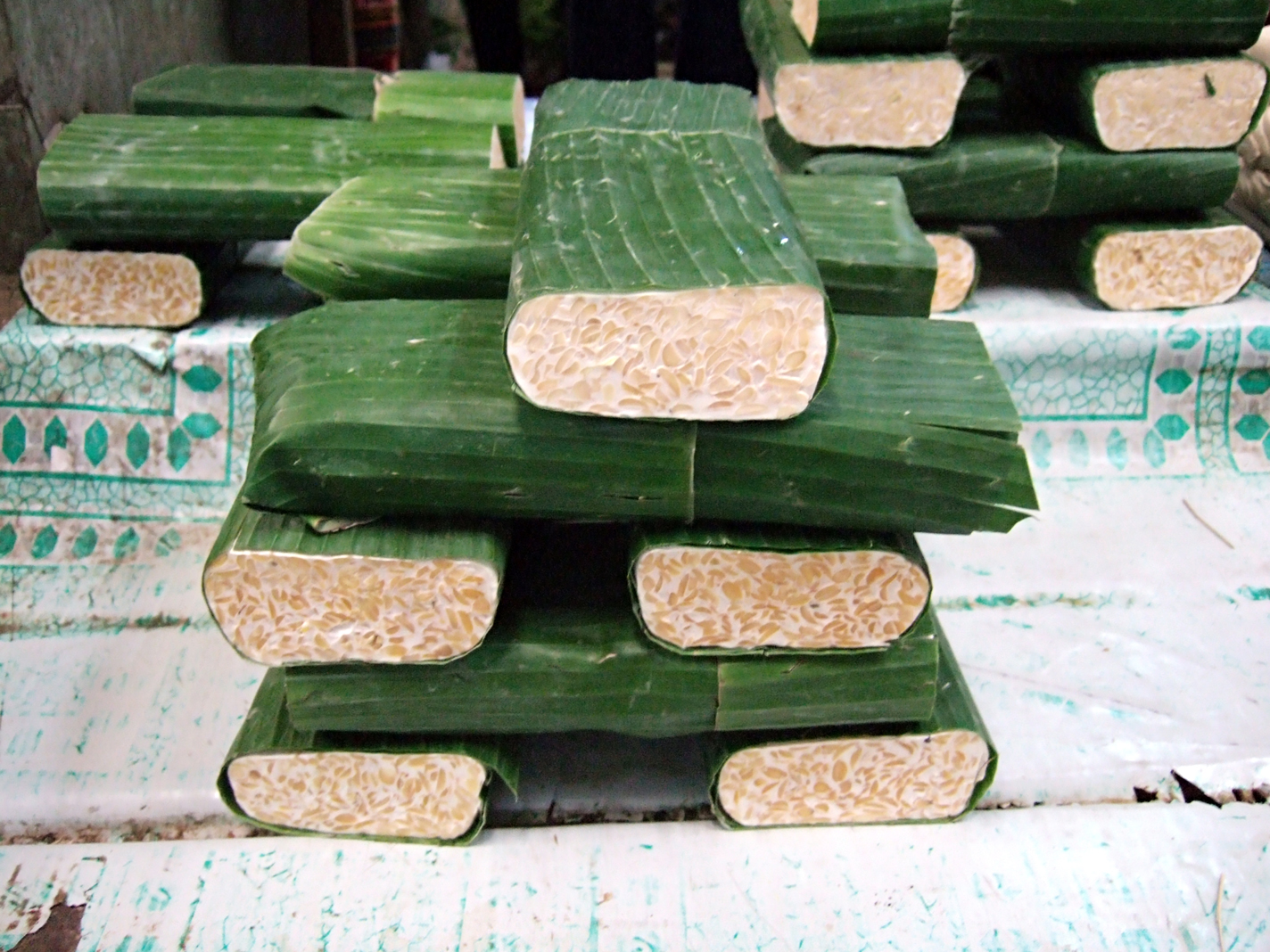
Trozo de tempeh.

El tempeh es un producto alimenticio procedente de la fermentación natural controlada de la soja que se presenta en forma de pastel. Es un producto originario de Indonesia, donde es muy popular, en especial en la isla de Java, donde se le considera un alimento sencillo que proporciona proteínas a la dieta normal. Es posible también encontrarlo en otras gastronomías del sureste asiático. 
Al igual que el tōfu, el tempeh está elaborado a partir de granos de soja, sin embargo el tempeh tiene otras características nutricionales y de textura. El proceso de fermentación de la soja retiene todas las proteínas, posee más fibra y vitaminas comparado con el tofu, así como una textura más firme y sabor fuerte. A causa de su valor nutricional se suele emplear en las dietas vegetarianas como fuente de proteínas.
Este alimento fermentado es utilizado como reconstituyente de la flora intestinal y como eficaz favorecedor del tránsito intestinal.

## Aspectos nutricionales
La proteína de la soja en el tempeh comienza a ser más fácil de digerir como resultado del proceso de fermentación. En particular, los oligosacáridos se asocian frecuentemente con los gases y la indigestión, y todos estos efectos se reducen mediante la fermentación con Rhizopus. En las formas tradicionales de elaboración del tempeh se hacía que una bacteria que fabrica vitamina B12 estuviera presente durante el proceso. En los países de la cultura occidental es muy común el empleo de Rhizopus oligosporus.

## Tipos de tempeh
El tempeh más común está preparado a base de soja fermentada. Sin embargo, tradicionalmente se pueden usar otros ingredientes como ampas tahu (residuos de tofu), ampas kelapa (residuos de coco) y cacahuetes de una manera similar al proceso de elaboración del tempeh, aunque utilizando  diferentes variedades de hongos o fauna microbiana.
| Nombre              | Descripción                                                                                               |
| ------------------- | --- |
| tempe bongkrèk      | elaborado mediante fermentación de residuos prensados de coco                                             |
| tempe bosok (busuk) | tempeh descompuesto, empleado en pequeñas cantidades como saborizante                                     |
| tempe gembus        | elaborado con okara                                                                                       |
| tempe gódhóng       | tempeh elaborado mediante agregado a la fermentación de hojas del plátano                                 |
| tempe goreng        | tempeh frito                                                                                              |
| tempe mendoan       | ligeramente frito                                                                                         |
| tempe kedelai       | simplemente tempeh, elaborado mediante fermentación controlada de soja                                    |
| tempe murni         | tempeh elaborado en envoltorios de plástico (lit. pastel puro de soja)                                    |
| tempe oncom         | también onchom, elaborado de pasta prensada de maní, de color naranja fermentado con Neurospora sitophila |

## Platillos a base de tempeh

Platillos de tempeh
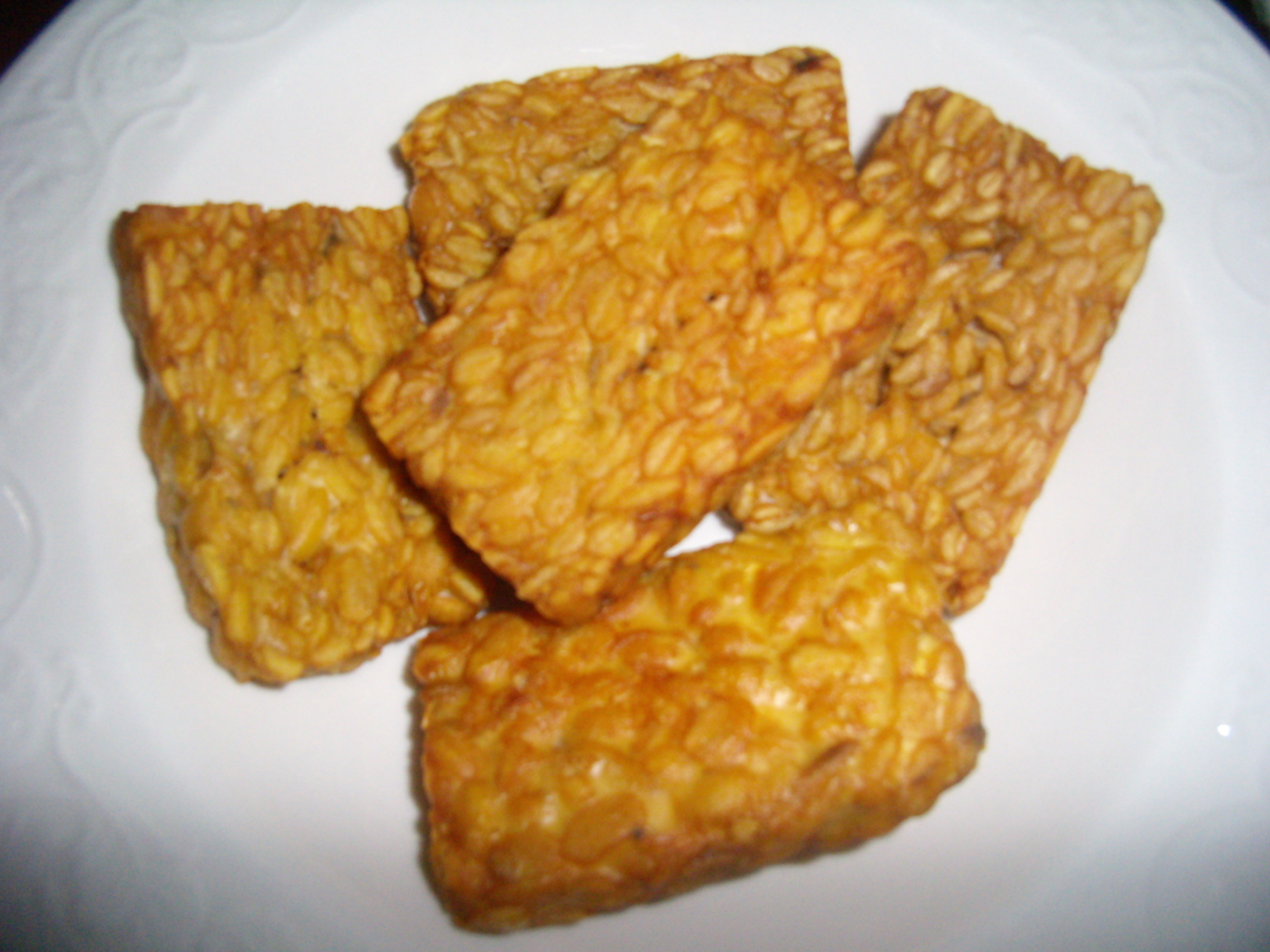
El tempeh goreng  común (sin rebozar) en Indonesia
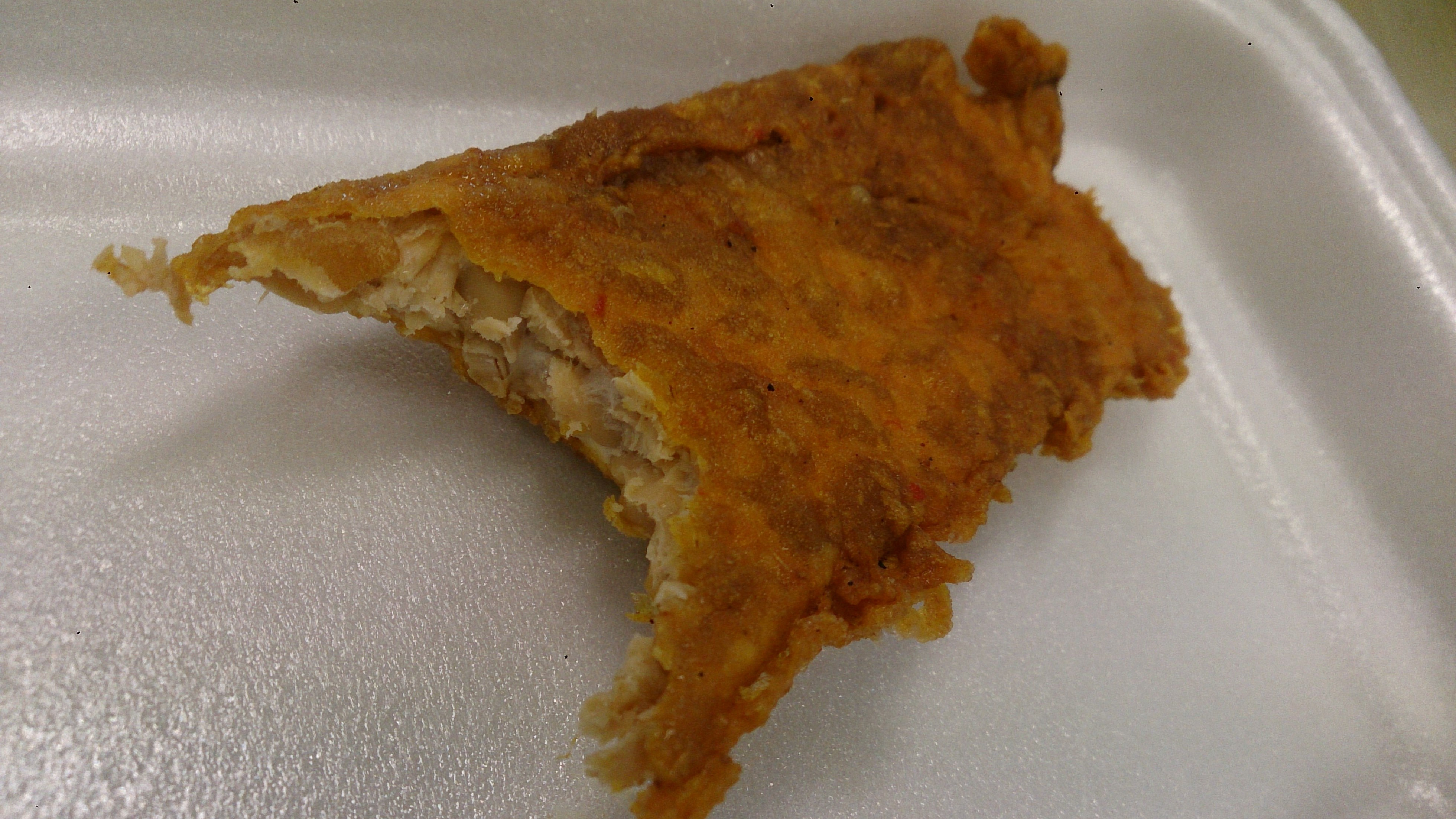
Tempeh frito (rebozado) comercializado en un patio de comidas en Singapur
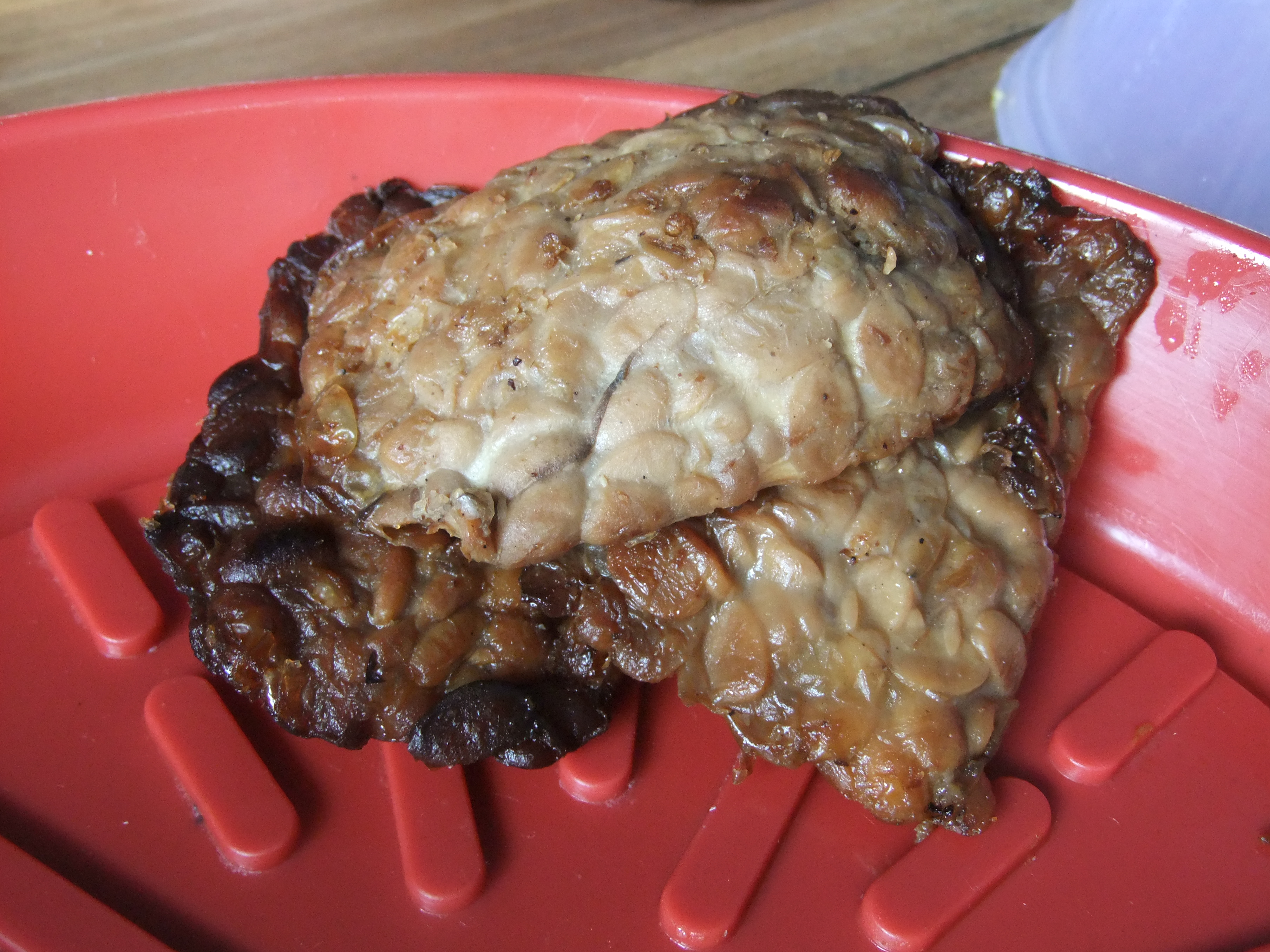
Tempeh bacem
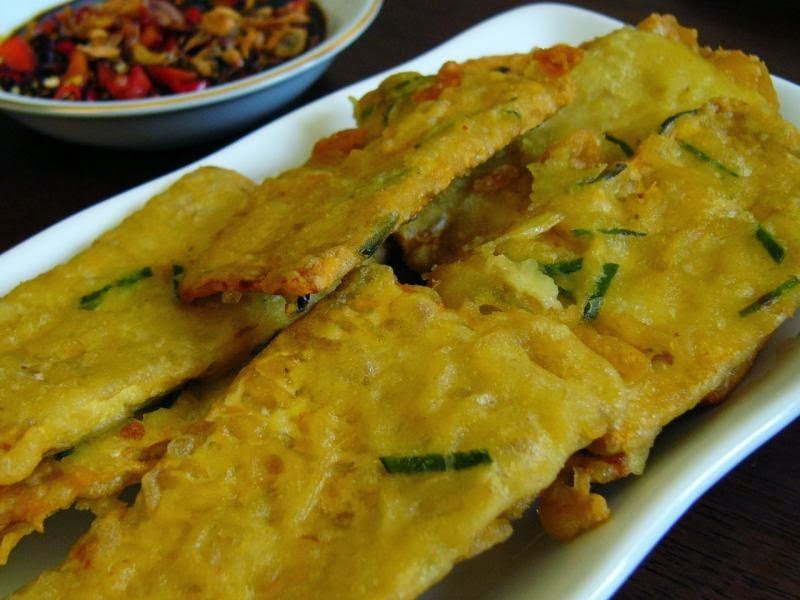
Tempeh mendoan
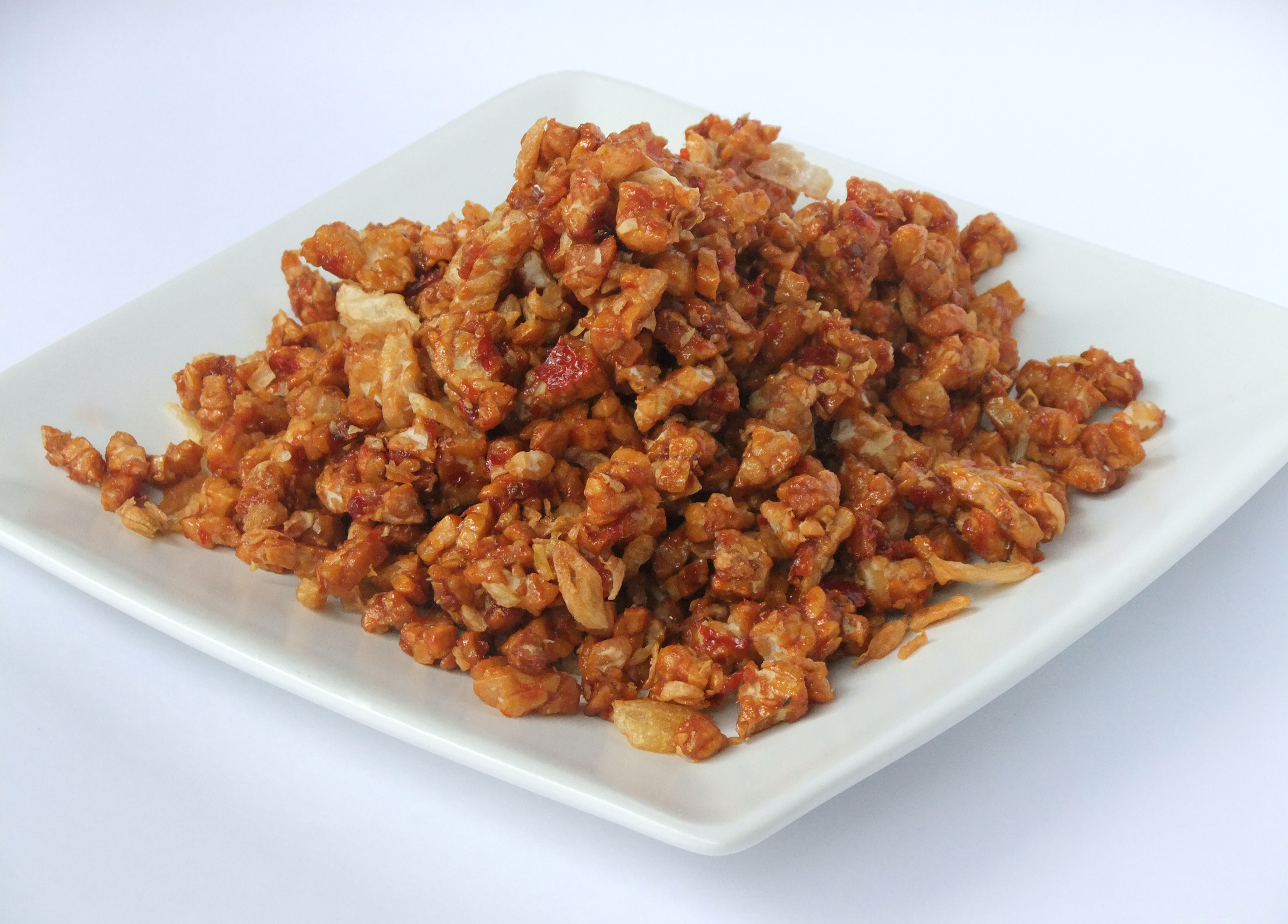
Kering tempe o sambal goreng tempeh
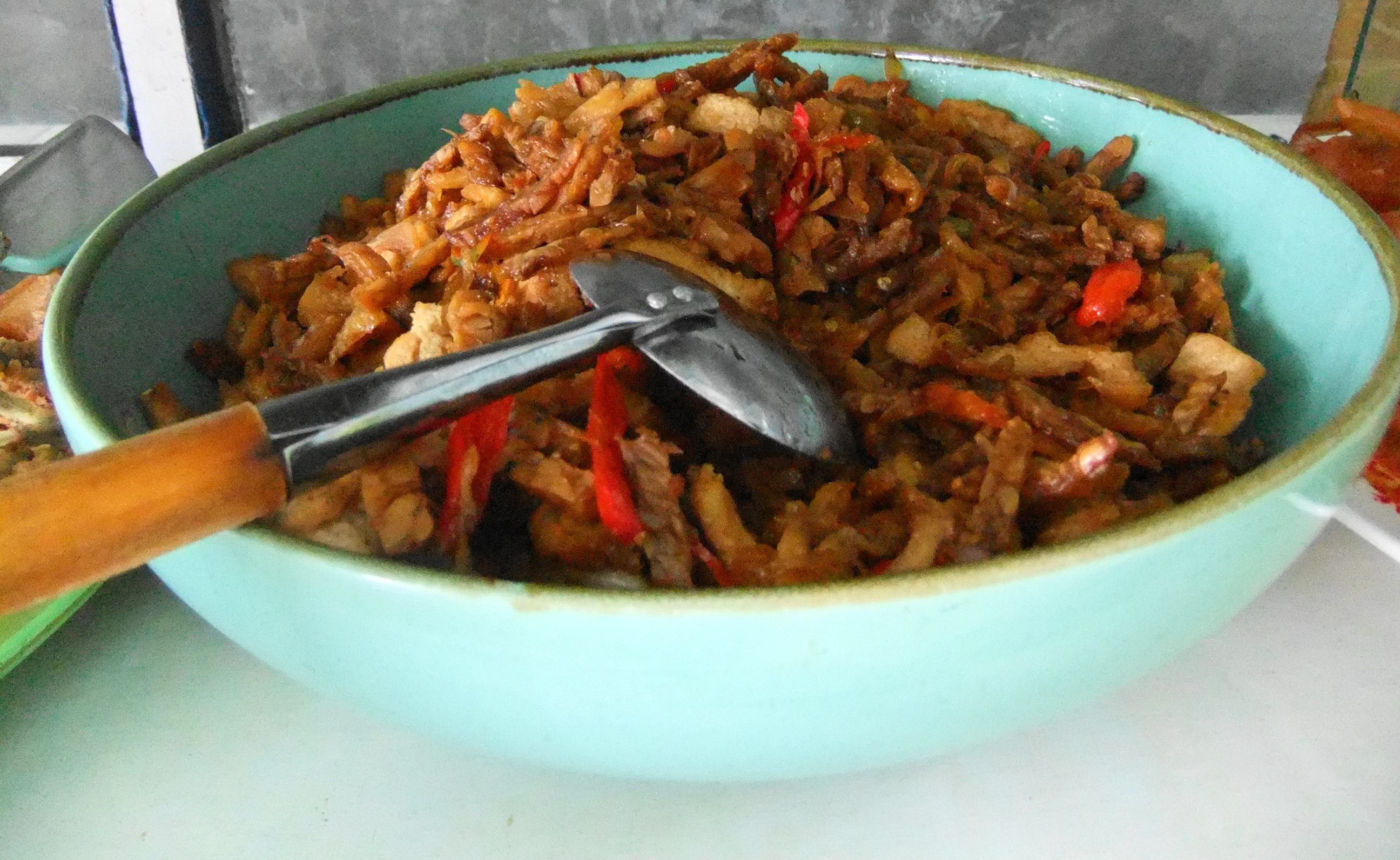
Tempeh orek o orak-arik tempeh
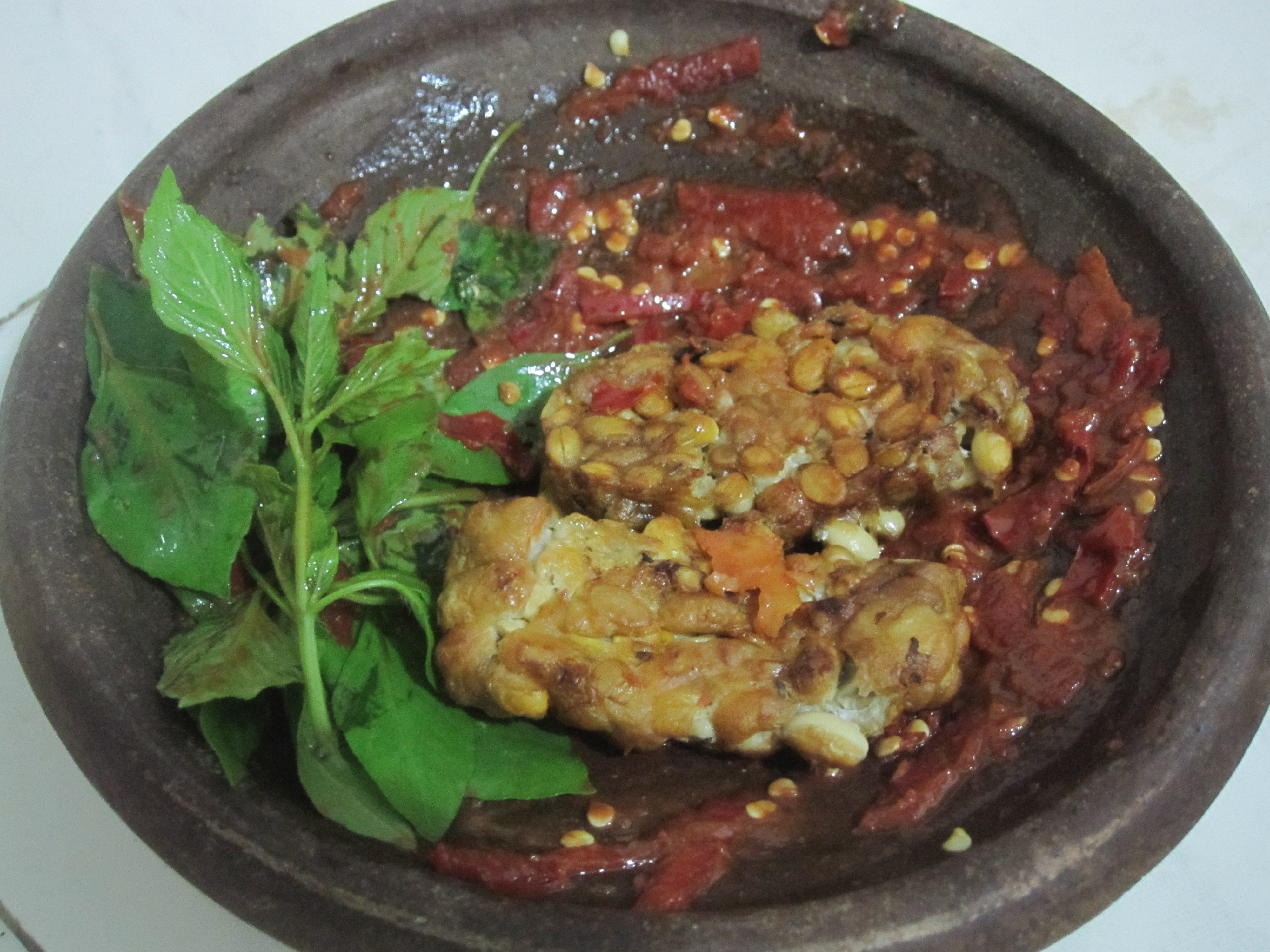
Tempeh penyet
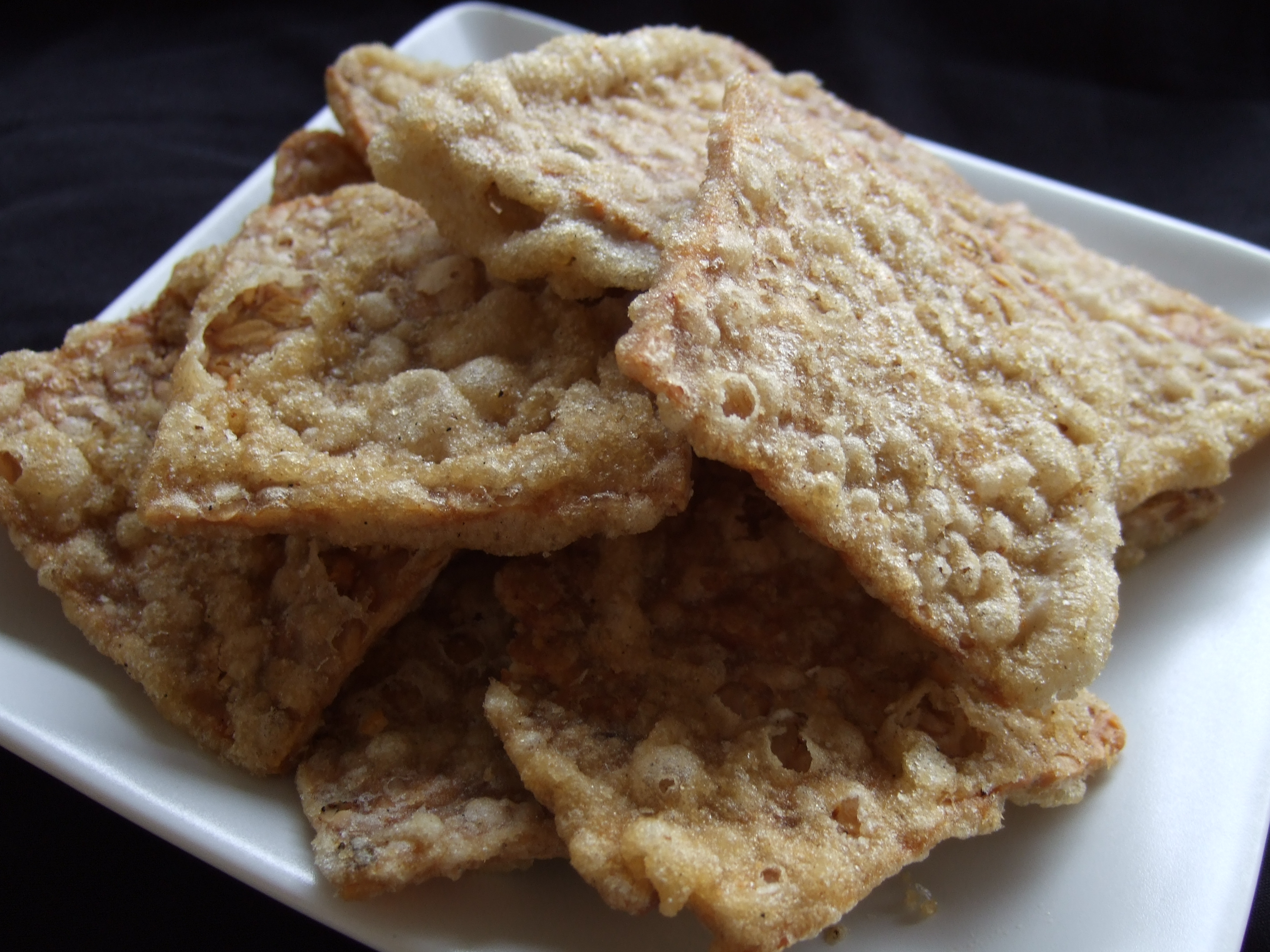
Tempeh kripik crocante como tentempié
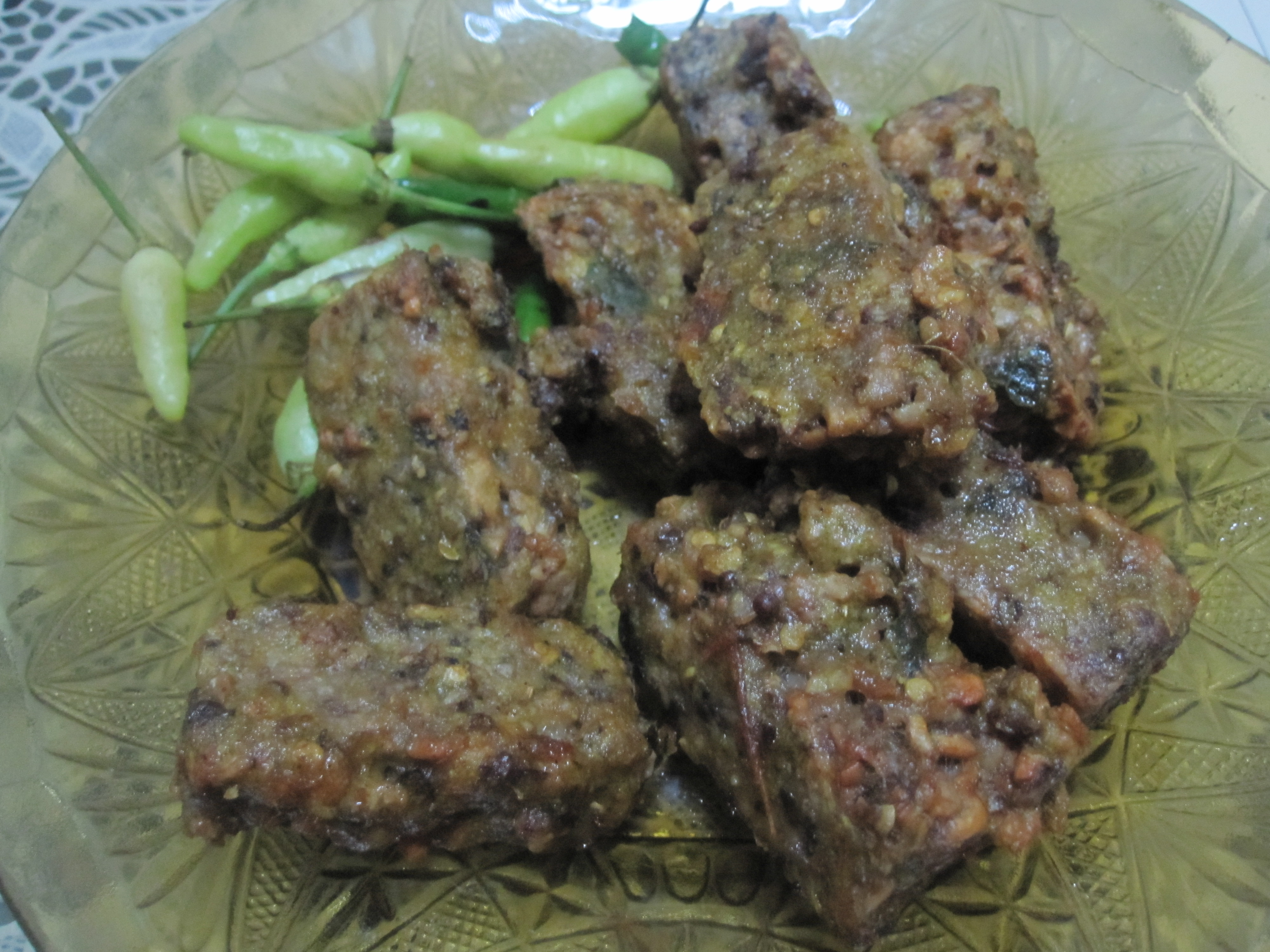
Menjes kacang fritos
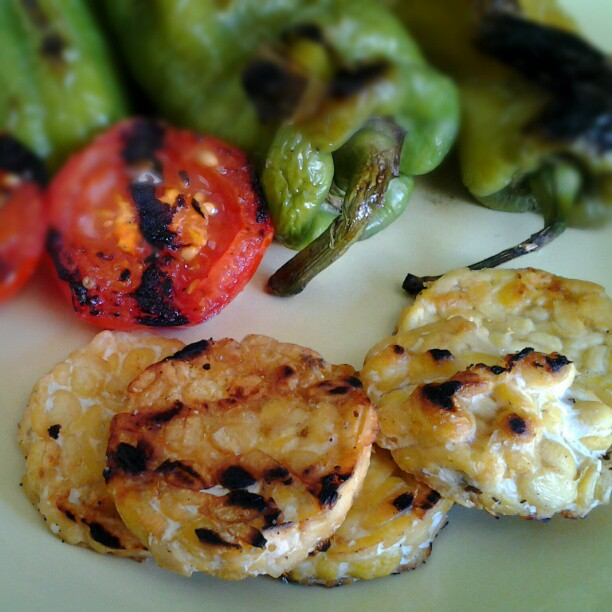
Tempeh asado
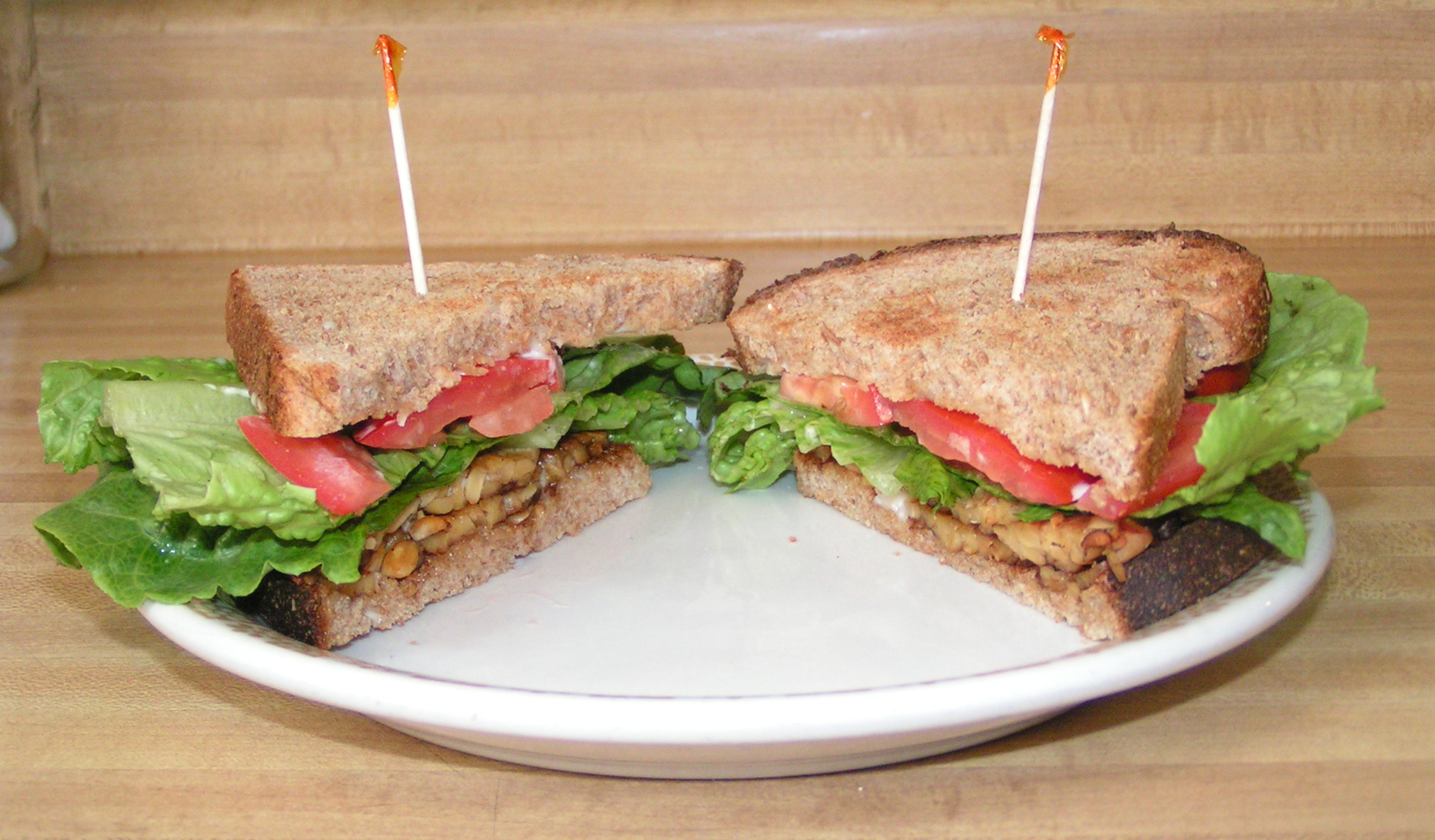
Sandwich de tempeh